# كونور فيلان
كونور فيلان (بالإنجليزية: Conor Phelan)‏ هو لاعب قذف أيرلندي، ولد في 1983 في Clara, County Kilkenny ‏ في جمهورية أيرلندا.